# Acte 10 de la Coupe Louis Vuitton 2007
L'Acte 10 de la Coupe Louis Vuitton 2007 est une compétition de la Coupe de l'America 2007. Elle a eu lieu du 11 mai au 18 mai 2006 à Valence. C'est une régate en match racing.

## Participants
| Syndicat                           | Pays             |
| BMW Oracle Racing                  | États-Unis       |
| Team Shosholoza                    | Afrique du Sud   |
| Emirates Team New Zealand          | Nouvelle-Zélande |
| Luna Rossa Challenge               | Italie           |
| K-Challenge                        | France           |
| Victory Challenge                  | Suède            |
| Desafío Español 2007               | Espagne          |
| Mascalzone Latino - Capitalia Team | Italie           |
| United Internet Team Germany       | Allemagne        |
| China Team                         | Chine            |
| +39 Challenge                      | Italie           |

## Programme
| Date        | Événement    | Résultat |
| 11 mai 2006 | Match racing | Alinghi bat Desafío Español 2007 (1 min 52 s) Mascalzone Latino bat +39 Challenge (1 min 06 s) Luna Rossa Challenge bat China Team (2 min 52 s) Emirates Team New Zealand bat United Internet Team Germany (2 min 32 s) Victory Challenge bat Areva Challenge (1 min 01 s) BMW ORACLE Racing bat Team Shosholoza (1 min 16 s)            |
| 11 mai 2006 | Match racing | Luna Rossa Challenge bat Mascalzone Latino (2 min 15 s) Alinghi bat China Team (6 min 05 s) Desafío Español 2007 bat +39 Challenge (1 min 14 s) Areva Challenge bat United Internet Team Germany (18 s) BMW ORACLE Racing bat Victory Challenge (59 s) Emirates Team New Zealand bat Team Shosholoza (1 min 44 s)                        |
| 12 mai 2006 | Match racing | BMW ORACLE Racing bat United Internet Team Germany (2 min 10 s) Victory Challenge bat Team Shosholoza (2 min 19 s) Emirates Team New Zealand bat Areva Challenge (1 min 29 s) Luna Rossa Challenge bat +39 Challenge (1 min 08 s) Desafío Español 2007 bat China Team (forfait)                                                          |
| 12 mai 2006 | Match racing | Emirates Team New Zealand bat Victory Challenge (1 min 39 s) United Internet Team Germany bat Team Shosholoza (21 s) BMW ORACLE Racing bat Areva Challenge (1 min 09 s) Alinghi bat +39 Challenge (1 min 16 s) Mascalzone Latino bat China Team (2 min 05 s) Desafío Español 2007 bat Luna Rossa Challenge (34 s)                        |
| 13 mai 2006 | Match racing | +39 Challenge bat China Team (1 min 36 s) BMW ORACLE Racing bat Emirates Team New Zealand (47 s) Victory Challenge bat United Internet Team Germany (48 s) Team Shosholoza bat Areva Challenge (14 s) Luna Rossa Challenge bat Alinghi (34 s) Desafío Español 2007 bat Mascalzone Latino (40 s)                                          |
| 13 mai 2006 | Match racing | Emirates Team New Zealand bat China Team (7 min 07 s) +39 Challenge - BMW ORACLE Racing arrêté faute de vent et reporté Victory Challenge bat Mascalzone Latino (1 min 53 s) Team Shosholoza bat Desafío Español 2007 (33 s) Alinghi bat Areva Challenge (2 min 18 s) Luna Rossa Challenge bat United Internet Team Germany (5 min 07 s) |
| 14 mai 2006 | Match racing | Alinghi bat United Internet Team Germany (1 min 12 s) Luna Rossa Challenge bat Team Shosholoza (42 s) Areva Challenge bat Desafío Español 2007 (1 min 20 s) BMW ORACLE Racing bat Mascalzone Latino (1 min 30 s) Emirates Team New Zealand bat +39 Challenge (28 s) Victory Challenge bat China Team (2 min 26 s)                        |
| 15 mai 2006 | Match racing | Luna Rossa Challenge bat Areva Challenge (18 s) Desafío Español 2007 bat United Internet Team Germany (20 s) Alinghi bat Team Shosholoza (21") BMW ORACLE Racing bat China Team (4 min 38 s) Emirates Team New Zealand bat Mascalzone Latino (32 s) Victory Challenge bat +39 Challenge (15 s)                                           |
| 15 mai 2006 | Match racing | Mascalzone Latino bat Areva Challenge (1 min 31 s) Team Shosholoza bat +39 Challenge United Internet Team Germany bat China Team (1 min 50 s) Luna Rossa Challenge bat Victory Challenge (55 s) Emirates Team New Zealand bat Desafío Español 2007 (54 s) Alinghi bat BMW ORACLE Racing (21 s)                                           |
| 16 mai 2006 | Match racing | Mascalzone Latino bat Team Shosholoza (15 s) Areva Challenge bat China Team (1 min 48 s) +39 Challenge bat United Internet Team Germany (38 s) BMW ORACLE Racing bat Desafío Español 2007 (25 s) Alinghi bat Victory Challenge (2 min 33 s) Luna Rossa Challenge bat Emirates Team New Zealand (1 min 08 s)                              |
| 16 mai 2006 | Match racing | Desafío Español 2007 bat Victory Challenge (abandon) BMW ORACLE Racing bat Luna Rossa Challenge (1 min 38 s) Emirates Team New Zealand bat Alinghi (16 s) Team Shosholoza bat China Team (1 min 27 s) Mascalzone Latino bat United Internet Team Germany (2 min 28 s) +39 Challenge bat Areva Challenge (31 s)                           |
| 17 mai 2006 | Match racing | BMW Oracle bat +39 Challenge (1 min 31 s) (Match en retard) |

## Classement final
| Rang | Syndicat                           | Points |
| 1e   | BMW Oracle Racing                  | 10     |
| 2e   | Alinghi                            | 9      |
| 3e   | Luna Rossa Challenge               | 9      |
| 4e   | Emirates Team New Zealand          | 9      |
| 5e   | Desafío Español 2007               | 6      |
| 6e   | Victory Challenge                  | 6      |
| 7e   | Mascalzone Latino - Capitalia Team | 5      |
| 8e   | Team Shosholoza                    | 4      |
| 9e   | +39 Challenge                      | 3      |
| 10e  | K-Challenge                        | 3      |
| 11e  | United Internet Team Germany       | 2      |
| 12e  | China Team                         | 0      |